# Марийская вышивка

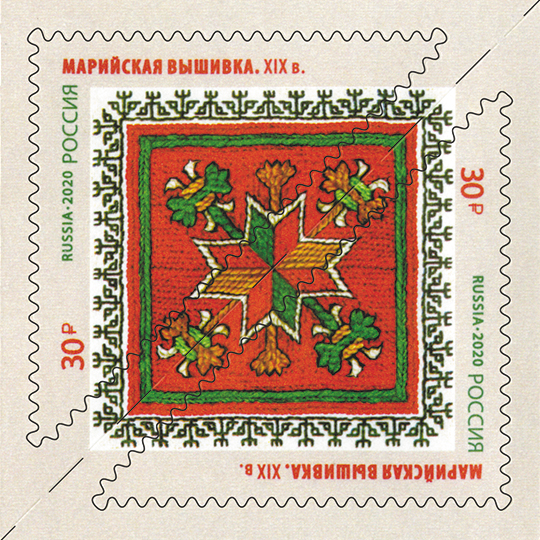
Почтовая марка России 2020 год. Марийская вышивка (XIX в.)

Марийская вышивка (луговомар. Марий тӱр) — вид традиционного декоративно-прикладного искусства марийцев.
Орнаментация одежды и предметов интерьера вышивкой — домашнее ремесло марийских женщин, «визитная карточка народа», древнее искусство, воплотившее в себе многовековой опыт мастериц, представление о красоте, гармонии и целесообразности. Именно этот вид народного искусства прославил Марийский край.
Практически все формы женского и мужского народного костюма — рубахи, кафтаны, головные уборы, передники, поясные подвески — украшались сложной и богатой вышивкой. На рубахе орнаментом украшались грудной вырез, на спине, плечах вышивались розетки, вышивкой украшались концы рукавов, подола. Наиболее богатая вышивка была на традиционных рубахах звениговско-моркинских мариек, которая располагалась вдоль всего рукава и всех продольных швов. По древним представлениям все отверстия одежды должны были быть защищены орнаментом от болезней и воздействия злых сил, то есть вышивке в глубокой древности прежде всего предназначалась охранительная, оберегающая человека функция. С течением времени вышивка превратилась и в искусное украшение костюма. Вышивка на народном костюме была своеобразной информацией об этнической принадлежности, имущественном, социальном, возрастном положении носителя. Орнаментация одежды свидетельствовала и о принадлежности к той или иной этнической группе марийцев. Богатством орнаментации отличалась одежда женщин до 40 лет. Особенно много вышивки располагалось в области груди, с целью охраны женщины-матери — продолжательницы человеческого рода. Эта вышивка называлась «сторож грудей» (чызорол). Вышивка исполнялась шёлковыми и шерстяными нитками, которые с древности окрашивались растительными, минеральными и смешанными (растительно-минеральными) красителями. Для закрепления красок использовались катализаторы (железо, соль, щёлочь и др.), поэтому нитки совсем не линяли. У красильщиков существовали свои характерные и разнообразные средства и приёмы крашения. В старинных образцах вышитой одежды преобладали чёрный, синий, коричневый, тёмно-малиновый цвета. Во 2-й половине XIX века в орнаментации одежды преобладал красный цвет различных оттенков от ярко красного до терракотового с небольшим вкраплением жёлтого, зелёного цветов. Цветовая гамма начала изменяться в конце XIX века с применением анилиновых красителей, в вышивке стали появляться яркие фиолетовые, сиреневые, розовые, голубые, синие тона. Для вышивания марийки использовали иголки (име), деревянную швейку (тӱрмеҥге), к которой прикреплялась ткань, традиционная вышивка выполнялась по счёту нитей. Техника её имела несколько вариантов:
1. «роспись» (пӱшкыл тӱр) — двусторонний шов, рисующий узор линейными стежками;
2. «косой стежок» (темышан тӱр) — он использовался для заполнения орнаментальных узоров, предварительно очерченных чёрными нитками;
3. «счётная гладь» (темыш, керыштыш тӱр) — вышивали по счёту нитей ткани без контура;
4. шов «набор» (керыштыш) — напоминает узорное тканьё, рисунок получается двусторонним.

Основными мотивами в орнаменте были следующие:
1. геометрический — изображение комбинаций различных геометрических фигур;
2. зооморфный и антропоморфный — воспроизведение стилизованных фигур животных, птиц и человека;
3. растительный — изображение реальных форм деревьев, цветов, листьев и т. д.

Вышивка дополнялась и украшалась тесьмой, позументом, узкими лентами, кумачом, блёстками, бисером, пуговицами, серебряными мелкими монетами. Марийская вышивка была связана с религией, духовной культурой народа.
В орнаменте присутствовали родовые знаки — тамги, показывающие принадлежность к определённой семье. Так, снохи в большой семье вышивали на своих рубахах знаки своих родителей, а не мужа.
В древности марийцы обожествляли природу, вселенную. Солнце, луна, деревья, птицы, животные имели мифологический смысл в традиционной религии, поэтому их стилизованные образы воспроизводились в орнаментах вышивки. Конь являлся символом солнца и неба. Образ женщины, плодородия воспроизводился в образе уточки. На одежде, особенно на обрядовых формах костюма, присутствовал орнамент «древо жизни» — картина мира, мифологическое представление о возрождении и непрерывности жизни. В вышивке «древо жизни» встречается в разных вариантах: из человеческой фигуры произрастает древо, кони (лоси, олени) по его бокам; древо, уточки (стилизованные фигуры птиц) по бокам. Эти орнаментальные сюжеты встречались на вышивке головных уборов (шарпан и нашмак, сорока, шимакш), обрядовых свадебных подвесках и полотенцах, кафтанах, рубахах. Орнаментальный мотив бытовал в прошлом у всех групп этноса, но до наших дней в большей степени сохранился на старинной вышивке луговых марийцев. Вероятно, композиция «древо жизни» играла и роль оберега от злых сил, особенно в свадебной обрядности.
Вышивка одежды марийцев имела свои локальные особенности, отражавшиеся в использовании определённого сорта и цветовой гаммы ниток, орнаментальных мотивов, в отделке, а также в расположении её на отдельных формах одежды. Орнаментация костюма подчинялась рамкам традиционных норм и стиля, но это не означало, что одежда была стереотипной и безликой даже внутри какой-то локальной группы. Ни одна вышивка ни на одном элементе одежды у марийцев не повторялась, буквально каждая вышивальщица вносила в орнамент свои мотивы, свои представления о красоте, но она импровизировала в пределах определённых традиций.
В прошлом марийцы из одной округи определяли по вышивке, из какого селения та или иная женщина, поскольку были знатоками народного орнамента. В Горномарийском районе ранее на сельских базарах по орнаментации головного убора (шарпан) определялось, уроженкой какой местности является та или иная носительница. Это свидетельствует о том, что в традиционной одежде улавливались малейшие специфические нюансы, касающиеся даже полихромной мелкой орнаментации полотенчатых уборов. На концах шарпана условно могли быть изображены Волга и якоря кораблей (якорь тӱр), екатерининский тракт с вековыми берёзами (кугилӓ корны), забор церкви (церкӹпичӹ) и др. мотивы в зависимости от того, где находилось селение носительницы.